# 栗原昌種
栗原 昌種（くりはら まさたね）は、戦国時代の武将。甲斐武田家の家臣。

## 生涯
甲斐守護・武田信昌期から武田家に仕え、信昌の次男である油川信恵の家臣であったと考えられている。「広厳院文書」によれば、永正元年（1504年）10月28日に、広厳院（笛吹市一宮町金沢）に寺領を寄進している。
甲斐国では信昌の二人の子息である信縄と信恵間の内訌が発生しており、信昌・信縄の死後は信縄の子・信直（信虎）と信恵間の抗争として持続した。永正5年（1508年）10月4日の坊峰合戦（笛吹市境川町坊ヶ峰）において信恵方は武田信虎に大敗し、信恵自身やその子息、信昌四男である岩手縄美・河村左衛門尉らが戦死し、昌種もこの時に戦死している。この合戦により守護・武田家の統一が達成された。
『一蓮寺過去帳』によれば、昌種の法名は「喜阿弥陀仏」。